# Calamagrostis viridis
Calamagrostis viridis är en gräsart som först beskrevs av Rodolfo Amando Philippi, och fick sitt nu gällande namn av Robert John Soreng. Calamagrostis viridis ingår i släktet rör, och familjen gräs. Inga underarter finns listade i Catalogue of Life.